# Ренату Санчеш
Ренату Санчеш (порт. Renato Sanches, нар. 18 серпня 1997, Лісабон, Португалія) — португальський футболіст, півзахисник французького «Парі Сен-Жермен» і національної збірної Португалії. На правах оренди грає у складі португальської «Бенфіки».

## Клубна кар'єра

### Бенфіка
Ренату — вихованець клубу «Бенфіка» зі свого рідного міста. 30 жовтня 2015 року в матчі проти «Тондели» дебютував у Чемпіонаті Португалії, замінивши в другому таймі Жонаса. 25 листопада в поєдинку Ліги чемпіонів проти казахстанської «Астани» дебютував за лісабонський клуб на міжнародному рівні. 4 грудня в матчі проти «Академіки» Санчеш ударом із 30-ти м забив свій перший гол за орлів. У 15 турі чемпіонату відзначився голом на 74 хвилині й отримав жовту картку на 75-й. В останньому матчі за свій клуб отримав червону картку на 37-й хвилині матчу проти «Марітіму».

### «Баварія» та оренда у «Свонсі»
9 травня 2016 року «Баварія» повідомила про підписання контракту з 18-річним талантом на п'ять років. Сума угоди склала 35 млн €. Через рік після цього німецький клуб віддав гравця в оренду до «Свонсі». 

### Виступи у Франції
Влітку 2019 року Ренату Санчеш підписав 4-річний контракт із французьким клубом «Лілль». Відіграв у його складі три сезони, після чого в серпні 2021 року за 10 млн € перебрався до «Парі Сен-Жермен».
Відігравши один сезон у складі паризької команди, 16 серпня 2023 року був відданий в оренду до італійської «Роми».

## Виступи за збірну

### Молодіжна збірна
Ренату провів понад 40 матчів за збірні Португалії усіх вікових категорій. Він взяв участь у Чемпіонаті Європи 2014 (U-17), де допоміг своїй команді дістатись до півфіналу.

### Євро-2016
18 березня 2016 року Ренату був викликаний Фернанду Сантушем до лав національної збірної Португалії для участі у товариських матчах проти Болгарії та Бельгії. Санчеш дебютував за збірну вийшовши на заміну на 76-й хвилині у грі проти збірної Болгарії і невдовзі отримав привітання від молодого фана, що вибіг на поле.
30 червня 2016 Ренату Санчеш з перших хвилин вийшов на поле у чвертьфінальному матчі чемпіонату Європи 2016 проти збірної Польщі. Санчеш зіграв всі 120 хвилин, забив гол, яким португальці зрівняли рахунок, і впевнено реалізував одинадцятиметровий удар у серії пенальті. Ренату Санчеш став наймолодшим гравцем стартового складу збірної Португалії в історії Євро та ЧС. Попередній рекорд належав Кріштіану Роналду, який вийшов в стартовому складі на матч Євро-2004 проти Іспанії у віці 19 років 136 днів. Він увійшов в трійку наймолодших авторів голів на чемпіонатах Європи (включаючи і груповий етап, і плей-оф). У більш ранньому віці відзначалися тільки швейцарець Йоган Фонлантен (18 років 141 день) і англієць Вейн Руні (18 років 237 днів). Обидва свої голи забили на Євро-2004. По завершенні переможного для португальців Євро-2016 Сантуша було визнано найкращим молодим гравцем чемпіонату. А також він став наймолодшим гравцем, який грав у фіналі Євро, побивши рекорд свого партнера — Кріштіану Роналду й наймолодшим гравцем, який вигравав турнір.

### Подальші виступи
Згодом протягом деякого часу до збірної не залучався, знову почав регулярно викликатися до її лав з осені 2019 року. Був учасником Євро-2020, де португальці не змогли захистити титул континентальних чемпіонів, вибувши із боротьби вже на стадії 1/8 фіналу.
| Дата       | Місто      | Господарі  | Результат               | Гості      | Турнір                               | Голи | Примітки |
| ---------- | ---------- | ---------- | ----------------------- | ---------- | ------------------------------------ | ---- | -------- |
| 25-3-2016  | Лейрія     | Португалія | 0 – 1                   | Болгарія   | товариський матч                     | -    | 74'      |
| 29-3-2016  | Лейрія     | Португалія | 2 – 1                   | Бельгія    | товариський матч                     | -    | 46'      |
| 29-5-2016  | Порту      | Португалія | 3 – 0                   | Норвегія   | товариський матч                     | -    | 72'      |
| 2-6-2016   | Лондон     | Англія     | 1 – 0                   | Португалія | товариський матч                     | -    | 72'      |
| 8-6-2016   | Лісабон    | Португалія | 7 – 0                   | Естонія    | товариський матч                     | -    | 58'      |
| 14-6-2016  | Сент-Етьєн | Португалія | 1 – 1                   | Ісландія   | ЧЄ 2016 - 1-й етап                   | -    | 71'      |
| 22-6-2016  | Ліон       | Угорщина   | 3 – 3                   | Португалія | ЧЄ 2016 - 1-й етап                   | -    | 46'      |
| 25-6-2016  | Ленс       | Хорватія   | 0 – 1 д.ч.              | Португалія | ЧЄ 2016 - 1/8 фіналу                 | -    | 50'      |
| 30-6-2016  | Марсель    | Польща     | 1 – 1 д.ч. (3 – 5 п.п.) | Португалія | ЧЄ 2016 - чвертьфінал                | 1    |          |
| 6-7-2016   | Ліон       | Португалія | 2 – 0                   | Уельс      | ЧЄ 2016 - півфінал                   | -    | 74'      |
| 10-7-2016  | Сен-Дені   | Португалія | 1 – 0                   | Франція    | ЧЄ 2016 - Фінал                      | -    | 79'      |
| 13-11-2016 | Фару       | Португалія | 4 – 1                   | Латвія     | Відбір до ЧС 2018                    | -    | 88'      |
| 28-3-2017  | Фуншал     | Португалія | 2 – 3                   | Швеція     | товариський матч                     | -    |          |
| 6-9-2018   | Лісабон    | Португалія | 1 – 1                   | Хорватія   | товариський матч                     | -    | 86'      |
| 10-9-2018  | Лісабон    | Португалія | 1 – 0                   | Італія     | Ліга націй УЄФА 2018-2019 - 1-й етап | -    | 74'      |
| 11-10-2018 | Хожув      | Польща     | 2 – 3                   | Португалія | Ліга націй УЄФА 2018-2019 - 1-й етап | -    | 75'      |
| 14-10-2018 | Лондон     | Шотландія  | 1 – 3                   | Португалія | товариський матч                     | -    | 56'      |
| 20-11-2018 | Гімарайнш  | Португалія | 1 – 1                   | Польща     | Ліга націй УЄФА 2018-2019 - 1-й етап | -    |          |
| 7-10-2020  | Лісабон    | Португалія | 0 – 0                   | Іспанія    | товариський матч                     | -    |          |
| 11-10-2020 | Сен-Дені   | Франція    | 0 – 0                   | Португалія | Ліга націй УЄФА 2020-2021 - 1-й етап | -    | 80'      |
| 14-10-2020 | Лісабон    | Португалія | 3 – 0                   | Швеція     | Ліга націй УЄФА 2020-2021 - 1-й етап | -    | 88'      |
| 11-11-2020 | Лісабон    | Португалія | 7 – 0                   | Андорра    | товариський матч                     | 1    | 63'      |
| 27-3-2021  | Белград    | Сербія     | 2 – 2                   | Португалія | Відбір до ЧС 2022                    | -    | 71'      |
| 30-3-2021  | Люксембург | Люксембург | 1 – 3                   | Португалія | Відбір до ЧС 2022                    | -    | 83'      |
| 4-6-2021   | Мадрид     | Іспанія    | 0 – 0                   | Португалія | товариський матч                     | -    | 69'      |
| 9-6-2021   | Лісабон    | Португалія | 4 – 0                   | Ізраїль    | товариський матч                     | -    | 71'      |
| 15-6-2021  | Будапешт   | Угорщина   | 0 – 3                   | Португалія | ЧЄ 2020 - 1-й етап                   | -    | 81'      |
| 19-6-2021  | Мюнхен     | Португалія | 2 – 4                   | Німеччина  | ЧЄ 2020 - 1-й етап                   | -    | 46'      |
| 23-6-2021  | Будапешт   | Португалія | 2 – 2                   | Франція    | ЧЄ 2020 - 1-й етап                   | -    | 88'      |
| 27-6-2021  | Севілья    | Бельгія    | 1 – 0                   | Португалія | ЧЄ 2020 - 1/8 фіналу                 | -    | 78'      |
| 11-11-2021 | Дублін     | Ірландія   | 0 – 0                   | Португалія | Відбір до ЧС 2022                    | -    | 75'      |
| 14-11-2021 | Лісабон    | Португалія | 1 – 2                   | Сербія     | Відбір до ЧС 2022                    | 1    | 67' 84'  |
| Усього     |            | Матчів     | 32                      |            | Голів                                | 3    |          |

## Досягнення

### Командні

#### «Бенфіка»
- Чемпіонат Португалії: 2015–16
- Кубок португальської ліги: 2015–16, 2024–25

#### «Баварія»
- Чемпіонат Німеччини: 2016–17, 2018–19
- Суперкубок Німеччини: 2016, 2017, 2018
- Кубок Німеччини: 2018–19

#### «Лілль»
- Чемпіонат Франції: 2020–21
- Володар Суперкубка Франції: 2021

#### ПСЖ
- Чемпіонат Франції: 2022–23

#### Збірна Португалії
- Чемпіон Європи: 2016

### Особисті
- Найкращий молодий гравець Євро-2016
- Наймолодший переможець Чемпіонатів Європи